# زیردریایی چیسر سی‌اچ-۲۴
زیردریایی چیسر سی‌اچ-۲۴ (به انگلیسی: Japanese submarine chaser CH-24) یک زیردریایی بود که طول آن ۵۱ متر (۱۶۷ فوت ۴ اینچ) بود. این زیردریایی  در سال ۱۹۴۱ ساخته شد.